# 식사하는 철학자들 문제

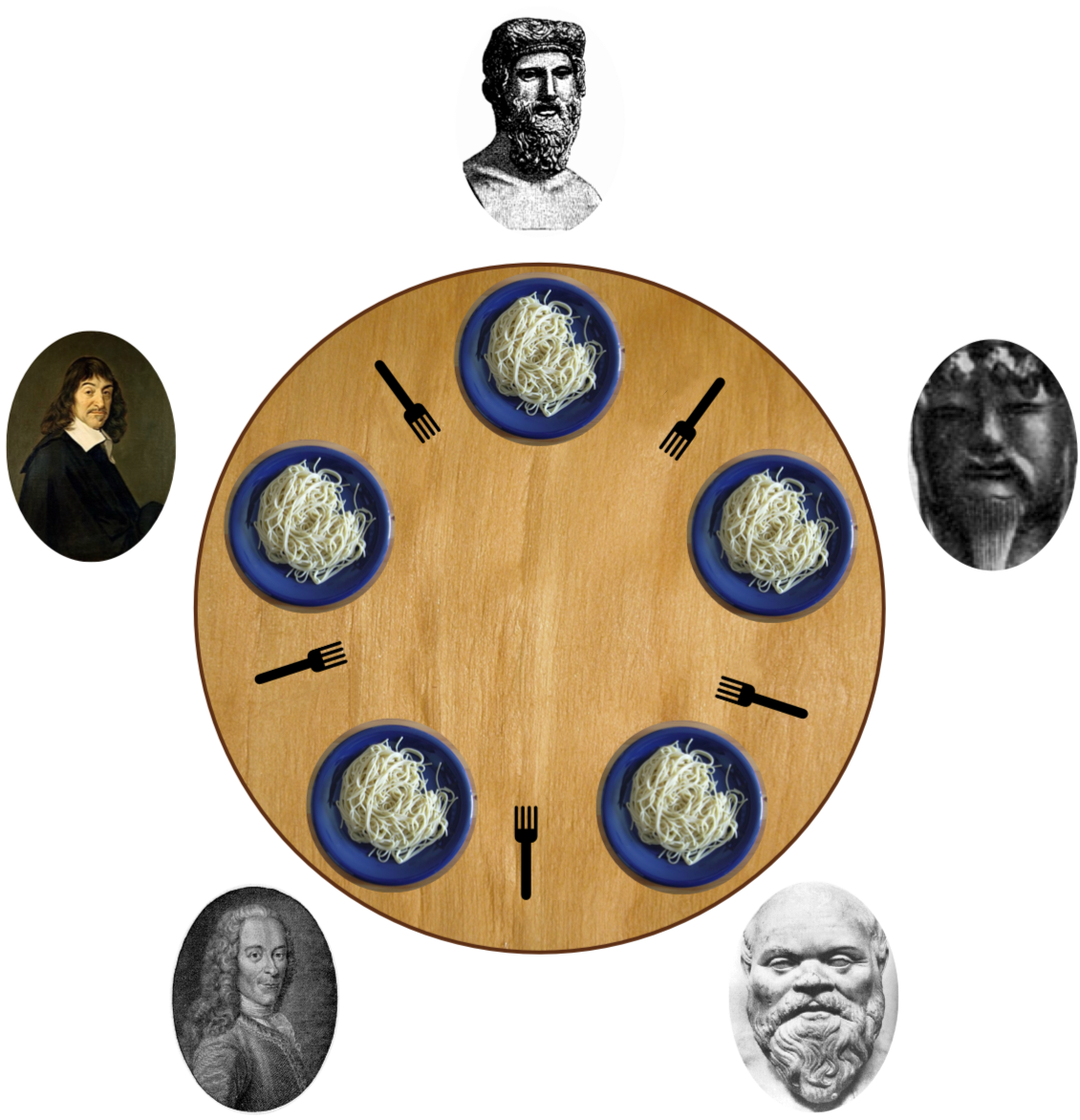
원탁에 둘러앉은 다섯 명의 철학자와 다섯 접시의 스파게티, 그리고 다섯 개의 포크

식사하는 철학자들 문제는 전산학에서 동시성과 교착 상태를 설명하는 예시로, 여러 프로세스가 동시에 돌아갈 때 교착 상태가 나타나는 원인을 직관적으로 알 수 있다.
다섯 명의 철학자가 원탁에 앉아 있고, 각자의 앞에는 스파게티가 있고 양옆에 포크가 하나씩 있다. 그리고 각각의 철학자는 다른 철학자에게 말을 할 수 없다. 이때 철학자가 스파게티를 먹기 위해서는 양 옆의 포크를 동시에 들어야 한다. 이때 각각의 철학자가 왼쪽의 포크를 들고 그 다음 오른쪽의 포크를 들어서 스파게티를 먹는 알고리즘을 가지고 있으면, 다섯 철학자는 동시에 왼쪽의 포크를 들 수 있으나 오른쪽의 포크는 이미 가져가진 상태이기 때문에 다섯 명 모두가 무한정 서로를 기다리는 교착 상태에 빠지게 될 수 있다.
또한 어떤 경우에는 동시에 양쪽 포크를 집을 수 없어 식사를 하지 못하는 기아 상태가 발생할 수도 있고, 몇몇 철학자가 다른 철학자보다 식사를 적게 하는 경우가 발생하기도 한다.

## 해결책
에츠허르 데이크스트라의 해결책은 다음과 같다. 각각의 철학자를 {\displaystyle P_{1},P_{2},P_{3},P_{4},P_{5}}라고 하고, 각 철학자의 왼쪽 포크를 {\displaystyle f_{1},f_{2},f_{3},f_{4},f_{5}}라고 하자. {\displaystyle P_{5}}를 제외한 네 명은 먼저 {\displaystyle f_{n}}를 집은 후 {\displaystyle f_{n+1}}를 집는 방식을 취한다. 그리고 {\displaystyle P_{5}}는 이와 반대로, {\displaystyle f_{1}}를 먼저 집은 후 {\displaystyle f_{5}}를 집는다. 이것은 원래 방식의 대칭성을 제거하고, 따라서 교착 상태를 막을 수 있다.

## 같이 보기
- 생산자-소비자 문제
- 독자-저자 문제
- 잠자는 이발사 문제